# Abeba Aregawi
Abeba Aregawi Gebretsadik (Adigrat, 5 luglio 1990) è una mezzofondista etiope naturalizzata svedese, detentrice del record europeo indoor dei 1500 metri piani.

## Record nazionali

### Seniores
Record nazionali svedesi
- 800 metri piani: 1'59"20 ( Hengelo, 8 giugno 2013)
- 1500 metri piani: 3'56"60 ( Doha, 10 maggio 2013)
- 1500 metri piani indoor: 3'57"91 ( Stoccolma, 6 febbraio 2014)
- Miglio: 4'23"07 ( Bruxelles, 11 settembre 2015)

## Progressione

### 800 metri piani
| Stagione | Tempo   | Luogo    | Data      | Rank. Mond. |
| -------- | ------- | -------- | --------- | ----------- |
| 2015     | 1'59"98 | Eugene   | 30-5-2015 | 36ª         |
| 2013     | 1'59"20 | Hengelo  | 8-6-2013  | 12ª         |
| 2012     | 1'59"39 | Berlino  | 2-9-2012  | 29ª         |
| 2010     | 2'02"90 | Oordegem | 5-6-2010  | 120ª        |
| 2009     | 2'01"98 | Tangeri  | 12-7-2009 | 90ª         |

### 1500 metri piani
| Stagione | Tempo   | Luogo          | Data      | Rank. Mond. |
| -------- | ------- | -------------- | --------- | ----------- |
| 2015     | 4'01"97 | Birmingham     | 7-6-2015  | 14ª         |
| 2014     | 3'57"57 | Eugene         | 31-5-2014 | 4ª          |
| 2013     | 3'56"60 | Doha           | 10-5-2013 | 1ª          |
| 2012     | 3'56"54 | Roma           | 31-5-2012 | 1ª          |
| 2011     | 4'10"30 | Monaco         | 22-7-2011 | 103ª        |
| 2010     | 4'01"96 | Heusden-Zolder | 10-7-2010 | 13ª         |

## Palmarès
| Anno                            | Manifestazione               | Sede     | Evento       | Risultato | Prestazione | Note |
| ------------------------------- | ---------------------------- | -------- | ------------ | --------- | ----------- | ---- |
| In rappresentanza dell' Etiopia |                              |          |              |           |             |      |
| 2009                            | Campionati africani juniores | Bambous  | 800 m piani  | Bronzo    | 2'02"17     |      |
| 2012                            | Giochi olimpici              | Londra   | 1500 m piani | Argento   | 4'11"03     |      |
| In rappresentanza della Svezia  |                              |          |              |           |             |      |
| 2013                            | Europei indoor               | Göteborg | 1500 m piani | Oro       | 4'04"47     |      |
| 2013                            | Mondiali                     | Mosca    | 1500 m piani | Oro       | 4'02"67     |      |
| 2014                            | Mondiali indoor              | Sopot    | 1500 m piani | Oro       | 4'00"61     |      |
| 2014                            | Europei                      | Zurigo   | 1500 m piani | Argento   | 4'05"08     |      |
| 2015                            | Mondiali                     | Pechino  | 1500 m piani | 6ª        | 4'12"16     |      |

## Altre competizioni internazionali
2012
- Vincitrice della Diamond League nella specialità dei 1500 m piani / miglio (21 punti)

2013
- Vincitrice della Diamond League nella specialità dei 1500 m piani / miglio (28 punti)